# Pinjalo lewisi
Pinjalo lewisi är en fiskart som beskrevs av Randall, Allen och Anderson, 1987. Pinjalo lewisi ingår i släktet Pinjalo och familjen Lutjanidae. Inga underarter finns listade i Catalogue of Life.